# La Voix (roman)
Pour les articles homonymes, voir La Voix.
La Voix est un roman policier de l'Islandais Arnaldur Indriðason, publié par les éditions Métailié en 2007. Titre original : Röddin (2003).

## Résumé
Peu avant les fêtes de Noël, dans un grand hôtel de Reykjavik, une femme de ménage découvre un homme mort dans un cagibi. Il a été poignardé dans une étrange position : déculotté, il porte encore un préservatif et un déguisement de père Noël.
La victime était le portier et l'homme à tout faire de l'hôtel. Il se préparait à jouer le père Noël pour les enfants du personnel. Erlendur loue une chambre dans l'hôtel et enquête sur son passé. Cet homme, passé inaperçu de tous, était dans sa jeunesse un enfant star. Choriste virtuose, il a enregistré plusieurs disques avant que sa voix ne mue et qu'il ne rompe tous ses liens avec sa famille.
Erlendur fait la connaissance de Valgerdur, une femme de son âge, biologiste qui participe à l'enquête. Ils s'apprécient. Sa fille Eva Lind, sortie du coma, sobre depuis quelques mois, est sur le point de rechuter.

## Récompenses
2007 Grand prix de littérature policière
2007 Trophée 813

## Éditions
- Métailié, 2007  (ISBN 978-2-86424-600-8)

- Points policier, 2008 no P1831  (ISBN 978-2-7578-0725-5)